# Kröttenhof
Kröttenhof ist ein Gemeindeteil der Stadt Betzenstein im Landkreis Bayreuth (Oberfranken, Bayern). Kröttenhof liegt in der Gemarkung Ottenberg.

## Geografie
Der Weiler befindet sich etwa einen halben Kilometer nordnordwestlich des Ortszentrums von Betzenstein auf einer Höhe von 523 m ü. NHN. Nachbarorte im Uhrzeigersinn sind Höchstädt, Hüll, Mergners, Betzenstein und Leupoldstein.

## Geschichte
Der Ort wurde 1348 als „Kroppendorf“ erstmals urkundlich erwähnt. Das Bestimmungswort des Ortsnamens ist der slawische Personenname Krěp.
Durch die Verwaltungsreformen im Königreich Bayern zu Beginn des 19. Jahrhunderts wurde der Ort ein Bestandteil der Ruralgemeinde Ottenberg. Im Zuge der Gebietsreform in Bayern wurde Kröttenhof mit der Gemeinde Ottenberg am 1. Januar 1972 in die Stadt Betzenstein eingegliedert.

## Verkehr
Die Anbindung an das öffentliche Straßenverkehrsnetz wird durch eine Gemeindeverbindungsstraße hergestellt, die von der etwa 700 Meter südwestlich verlaufenden Staatsstraße St 2163 kommend am südlichen Ortsrand vorbeiführt. Eine Zufahrt zur Bundesautobahn 9 ist an der Anschlussstelle Plech etwa fünf Kilometer südöstlich des Ortes möglich.

## Sehenswertes in der Natur
- Der Große Wasserstein, ein Geotop[8] und Naturdenkmal mit Durchgangshöhle (Wassersteintor) und einem großen Felsüberhang

### Hexenboden mit dem Hexentor

Das Hexentor

Der Hexenboden ist ein eindrucksvoller Dolomitfelsen bei Kröttenhof. Das Felsgebilde befindet sich am Gipfel einer Anhöhe etwa 400 Meter südlich von Kröttenhof. Neben einigen Kleinsthöhlen, Kolken und kleineren Felsdurchbrüchen befindet sich dort das sogenannte Hexentor, ein runder, 3 mal 3 Meter großer Felsdurchbruch. Er ist als Naturdenkmal ausgewiesen und im Höhlenkataster Fränkische Alb als Höhle D 340 registriert.